# Friedrich Kirchner
Pour les articles homonymes, voir Kirchner.
Friedrich Kirchner (26 mars 1885 à Zöbigker Leipzig - 6 avril 1960 à Fulda) est un General der Panzertruppe allemand qui a servi au sein de la Heer dans la Wehrmacht pendant la Seconde Guerre mondiale.
Il a été récipiendaire de la croix de chevalier de la croix de fer avec feuilles de chêne et glaives. La croix de chevalier de la croix de fer et ses grades supérieurs - les feuilles de chêne et glaives - sont attribués pour récompenser un acte d'une extrême bravoure sur le champ de bataille ou un commandement militaire avec succès.

## Biographie
Friedrich Kirchner rejoint la Deutsches Heer (Armée saxonne) en tant que Fähnrich le 1er mai 1899 et est affecté au 107e régiment d'infanterie. Toujours affecté à ce régiment, il est promu au grade de leutnant le 27 janvier 1907, le brevet d'officier étant antidatée au 18 août 1905. Kirchner est transféré au 17e régiment d'uhlans (de) en 1911. Il est encore affecté à ce régiment au début de la Première Guerre mondiale. Il est promu Rittmeister le 24 juillet 1915.
Après la Première Guerre mondiale, il est accepté pour le service dans la Reichswehr où il sert d'abord dans la 12. (Sächs.) Reiter-Regiment. Il est nommé chef d'escadron, un poste qu'il a officiellement servit dans le 4e escadron 4 de la 12. (Sächs.) Reiter-Regiment, à Großenhain au printemps 1924. Il occupe ce poste pendant de nombreuses années avant qu'il ne soit transféré à la Regimentsstab du 12. (Sächs.) Reiter-Regiment, à Dresde au printemps 1928. Kirchner est promu au grade de Major le 1er février 1928. À partir de 1929, il sert dans l'état-major de la 2. Kavallerie-Division de Breslau. Kirchner est promu Oberstleutnantle 1er décembre 1932 et Oberst le 1er novembre 1934. Il est fait commandant deu Schützen-Regiment 1 le 15 octobre 1935 et commandant de la 1. Schützen-brigade le 10 novembre 1938. Il est promu Generalmajor le 1er mars 1938.
Il participe à l'invasion de la Pologne avec la 1. Schützen-brigade jusqu'à ce qu'il reçoive le commandement de la 1. Panzer-Division le 17 novembre 1939. Le 1er avril 1940, il est promu Generalleutnant. Kirchner conduit la 1. Panzer-Division pendant la Bataille de France. Kirchner reçoit la croix de chevalier de la croix de fer le 20 mai 1940 pour son commandement de la 1. Panzer-Division. Il est blessé lors de l'invasion de la France quand une de ses jambes a été écrasé par un véhicule allemand Il prend alors le commandement du LVII. Armeekorps le 15 novembre 1941. Il est promu  General der Panzertruppe le 1er février 1942. Même après la re-désignation de la LVII. Armeekorps en  LVII. Panzerkorps, il reste aux commandes du LVII. Panzerkorps jusqu'à la fin de la Seconde Guerre mondiale.

## Décorations
- Croix de fer (1914)
  - 2e classe
  - 1re classe
- Insigne de combat d'infanterie
- Croix d'honneur
- Médaille du Front de l'Est
- Médaille de service de la Wehrmacht 4e à 1re Classe
- Insigne de combat des blindés en Argent
- Agrafe de la croix de fer (1939)
  - 2e classe  (22 septembre 1939)
  - 1re classe (4 octobre 1939)
- Croix allemande en or (22 avril 1942)
- Croix de chevalier de la croix de fer avec feuilles de chêne et glaives
  - Croix de chevalier le 20 mai 1940
  - 391e feuilles de chêne le 12 février 1944
  - 127e glaives le 26 janvier 1945
- Mentionné 2 fois dans le bulletin radiophonique Wehrmachtsbericht (4 février 1943 et 27 novembre 1944)